# 約翰奧格羅茨

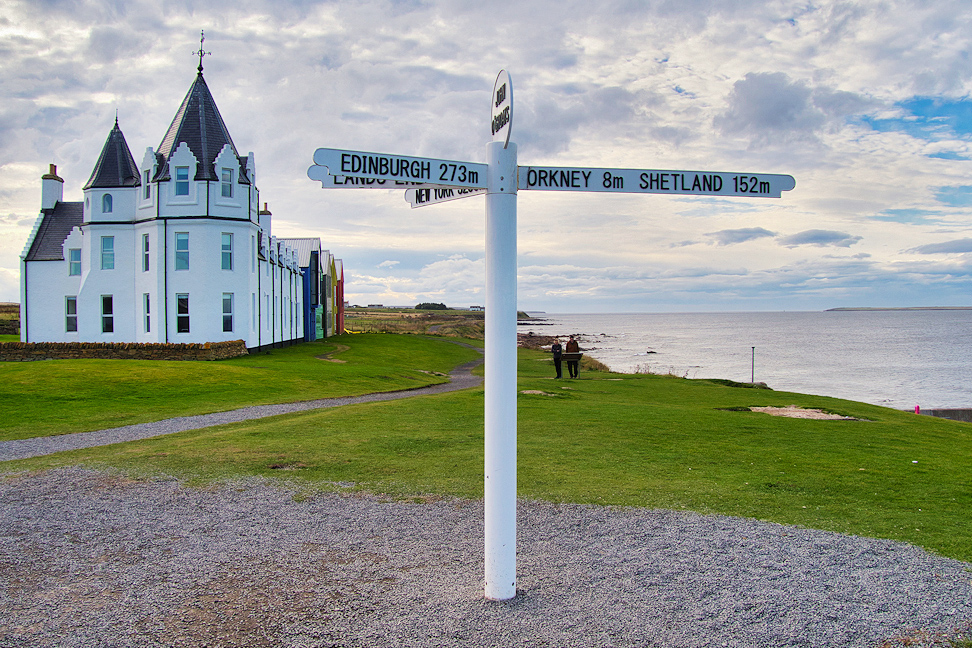
約翰奧格羅茨

約翰奧格羅茨（John o' Groats）是蘇格蘭凱瑟尼斯東北角的一個定居點，也是大不列顛島的東北角，與英格蘭康沃爾郡西南端的蘭茲角相隔1,410公里。蘇格蘭本土的最北端鄧尼特角位在約翰奧格羅茨西方約18公里。58°38′14″N 3°04′08″W / 58.63722°N 3.06889°W